# Cayo Cornelio Galicano
Cayo Cornelio Galicano o Gayo Cornelio Galicano (en latín: Gaius Cornelius Galicanus) fue un senador romano de origen ecuestre, que vivió a finales del siglo I y principios del siglo II, y que desarrolló su cursus honorum durante los reinados de los emperadores Vespasiano, Tito, Domiciano, Nerva, y Trajano.

## Carrera
Vespasiano, por su lealtad durante el año de los cuatro emperadores, realizó en su favor una adlectio inter praetorios, con lo que se convirtió en senador. Después de su adlectio, Galicano fue procónsul de la provincia senatorial Hispania Baetica en 79/80, como indica la epístola de Vespasiano a los habitantes de Munigua; poco después, fue nombrado gobernador de la Galia Lugdunensis. sucediendo a Tito Tetieno Sereno en 80, ejerciendo el cargo hasta el año 83.
Fue nombrado cónsul sufecto para el nundinium de septiembre-octubre de 84 con Gayo Tulio Capitón Pomponiano Plocio Firmo como colega. Culminó su carrera fue como procónsul de África en 98/99. A su regreso a Italia, fue nombrado comisario de los alimenta, un programa que proporcionó fondos públicos para cuidar a los niños pobres en Italia.